# Siti di interesse comunitario dell'Umbria
Questi sono, per quanto concerne la Regione Umbria, i siti di rilevante importanza in ambito CEE riferiti alla regione biogeografica mediterranea.

## Provincia di Perugia
- Boschi di Castel Rigone
- Boschi di Pischiello - Torre Civitella
- Lago Trasimeno
- Boschi di Ferretto - Bagnolo
- Monte Malbe
- Ansa degli Ornari (Ponte San Giovanni)
- Monti Marzolana - Montali
- Colli Selvalonga – Il Monte (Assisi)
- Fiume Tescio (parte alta)
- Fosso dell'Eremo delle Carceri (Monte Subasio)
- Monte Subasio (sommità)
- Poggio Caselle - Fosso Renaro (Monte Subasio)
- Boschi e brughiere di Panicarola
- Boschi e brughiere di Cima Farneto - Poggio Fiorello (Mugnano)
- Boschi Sereni - Torricella (San Biagio della Valle)
- Sasso di Pale
- Fiume Timia (Bevagna - Cannara)
- Boschi dell'alta Valle del Nestore
- Lecceta di Sassovivo (Foligno)
- Sorgiva dell'Aiso
- Valnerina
- Monti Serano - Brunette  (sommità)
- Valle di Campiano  (Preci)
- Torrente Argentina (Sellano)
- Valle di Pettino (Campello sul Clitunno)
- Fiume e Fonti del Clitunno
- Fiume Tevere tra Monte Molino e Pontecuti (Tevere Morto)
- Gola del Corno - Stretta di Biselli
- Monti lo Stiglio - Pagliaro
- Fosso di Camposolo
- Monti Galloro - dell'Immagine
- Marcite di Norcia
- Monte Il Cerchio (Monti Martani)
- Torrente Naia
- Monte Maggio (sommità)
- Monti Coscerno - Civitella - Aspra (sommità)
- Monteluco di Spoleto
- Roccaporena - Monte della Sassa
- Media Val Casana (Monti Coscerno - Civitella)
- Monti Pizzuto - Alvagnano
- Laghetto e Piano di Gavelli (Monte Coscerno)
- Boschi di Montebibico (Monti Martani)
- Boschi a Farnetto di Collestrada  (Perugia)
- Colline Premartane  (Bettona - Gualdo Cattaneo)
- Castagneti di Morro  (Foligno)
- Palude di Colfiorito
- Col Falcone
- Piani di Annifo e Arvello
- Piano di Ricciano
- Selva di Cupigliolo
- Sasso di Pale

## Provincia di Terni
- Bagno Minerale (Parrano)
- Selva di Meana (Allerona)
- Bosco dell'Elmo (Monte Peglia)
- Boschi di Prodo-Corbara
- Lago di Corbara
- Gola del Forello
- Valle Pasquarella (Baschi)
- Monti Amerini
- Foresta fossile di Dunarobba (Avigliano)
- Lago di Alviano
- Boschi di Farneta (Montecastrilli)
- Monte Torre Maggiore (Monti Martani)
- Valle del Serra (Monti Martani)
- Fosso Salto del Cieco (Ferentillo)
- Valnerina
- Monte Solenne (Valnerina)
- Monte la Pelosa - Colle Fergiara (Valnerina)
- Cascata delle Marmore
- Lago di Piediluco - Monte Caperno
- Lago di Recentino (Narni)
- Gole di Narni-Stifone
- Piani di Ruschio (Stroncone)
- Oasi di San Liberato
- Monti San Pancrazio-Oriolo
- Rocca San Zenone (Terni)